# Rewolta Beckmanów
Rewolta Beckmanów (port. Revolta de Beckman) – bunt plantatorów i kupców w mieście São Luís w Brazylii w latach 1684-85. Nazwa rewolty pochodzi od nazwiska przywódców rebelii, braci Beckman, którzy sprzeciwiali się polityce gospodarczej Portugalii wobec kolonii.

## Tło historyczne
Brazylia została odkryta przez Portugalczyków w 1500 roku i przez ponad 300 lat była portugalską kolonią, jednak inne państwa europejskie również przejawiały zainteresowanie jej obszarem. Francuzi próbowali założyć własną kolonię w okolicach dzisiejszego Rio de Janeiro, natomiast Holendrzy zamierzali przejąć uprawy trzciny cukrowej na Północnym Wschodzie. W 1624 roku Holendrzy zajęli miasto Salvador - ówczesną stolicę kolonii, leżącą na terenie dzisiejszego stanu Bahia i utrzymali się tam przez rok. Po tym, jak zostali wypędzeni z Salvadoru, nie dawali jednak za wygraną i podbijali inne tereny Północnego Wschodu, w tym obszary obecnego stanu Maranhão wraz z jego stolicą São Luís. Ostatecznie Holendrzy zostali pokonani przez Portugalczyków w 1654 roku i musieli definitywnie opuścić Brazylię.
Podczas swojej obecności w Brazylii, Holendrzy nawiązywali stosunki handlowe z miejscowymi kupcami i plantatorami. Po tym, jak zostali wyparci przez Portugalczyków, lokalny handel ucierpiał. Co więcej, Holendrzy zaczęli zakładać plantacje trzciny cukrowej na Karaibach, a tamtejszy cukier stanowił konkurencję dla produktu brazylijskiego. Doprowadziło to w drugiej połowie XVII wieku do kryzysu cukrowego w Brazylii, a co za tym idzie do stagnacji ekonomicznej oraz znacznego zubożenia społeczeństwa w regionie Nordeste, gdzie było najwięcej plantacji.
W celu zażegnania kryzysu korona portugalska utworzyła w 1682 roku Companhia de Comércio do Maranhão (Kompanię Handlową Maranhão, pełna nazwa: Companhia Geral do Comércio do Estado do Maranhão), której zadaniem było dostarczanie miejscowej ludności produktów importowanych z Portugalii, skup towarów produkowanych w Brazylii, a także dostarczanie ok. 500 afrykańskich niewolników rocznie do pracy na lokalnych plantacjach trzciny cukrowej. Ostatnie zobowiązanie Kampanii wiązało się z tym, że jezuici sprzeciwiali się niewolniczej pracy Indian, natomiast wyrażali zgodę na praktykowanie niewolnictwa czarnych. W praktyce Kampania nie wywiązywała się ze swoich zadań. Brazylijscy kupcy skarżyli się, że Portugalia w ten sposób zapewnia sobie monopol na handel w kolonii. Kampania narzucała wysokie ceny sprowadzanych z Europy towarów, które w dodatku były niewystarczające i złej jakości. Natomiast miejscowe produkty skupowano po zaniżonych cenach. Kampania nie dostarczała też gwarantowanej liczby afrykańskich niewolników, co powodowało niezadowolenie plantatorów. Nie mogli oni uzupełnić brakującej siły roboczej Indianami, gdyż nie zgadzali się na to jezuici.

## Przebieg rewolty
Bunt rozpoczął się w nocy 24 lutego 1684 roku. Jego liderami byli plantatorzy Manuel i Tomás Beckman. Popierani przez kupców, bracia Beckman napadli na znajdujący się w mieście São Luís magazyn Kampanii i zrabowali znajdujące się tam towary. Wypędzili także jezuitów z miasta oraz pozbawili stanowiska gubernatora prowincji Maranhão.
Buntownicy ustanowili rząd złożony z latyfundystów, kupców i przedstawicieli kleru. Tomás Beckman udał się do Lizbony, aby złożyć przysięgę wierności królowi Portugalii oraz powiadomić portugalskie władze o niekompetencji Kampanii. Jednak gdy tylko przybył do Lizbony, został odesłany z powrotem do Maranhão, gdzie stanął przed sądem.
15 maja 1685 roku do Brazylii przybył nowy gubernator Gomes Freire de Andrade na czele portugalskich wojsk. Miał za zadanie przywrócenie władzy korony w prowincji Maranhão i nie napotkał żadnego oporu. Buntownicy stanęli przed sądem. Manuel Beckman został skazany na śmierć, a jego brat Tomás na wygnanie. Pozostali dostali wyroki dożywotniego więzienia.
Pod koniec 1685 roku Kampania Handlowa Maranhão zakończyła swoją działalność.